# Тиквичка
Тиквичка се нарича плодът на някои сортове тиква (най-често на Cucurbita pepo), чиито плодове се берат, когато незрелите им семена и кора са все още меки и годни за консумация. Стъблото е пълзящо и пуска видоизменени листа – мустачки. Плодът е валчест и здрав, наподобява формата на краставица, а цветът му варира от жълт до зелен. Младите плодове на обикновената тиква (Cucurbita pepo) имат нежна консистенция и се използват широко като плоден зеленчук. Тиквичката е нискокалорична храна и се отглежда сравнително лесно. Цветовете от тиквичката също са годни за консумация.
За производство на незрели тиквени плодове (рани или готварски тиквички) обикновено се използват C. pepo var. giromontiina с издължени цилиндрични плодове и по-ограничено в България C. pepo var. patissonia. Сортовете от тези два вариетета имат бързо развитие, храстовиден хабитус и висока родовитост, което ги прави много по-пригодни за целта от типичните тиквови сортове. Тиквичките могат да се използват за приготвяне на различни ястия. В българската кухня преди всичко се пържат или панират, по-ограничено се използват за пълнене или като компонент от ризото, яхнии и т.н. Тиквичките могат да бъдат консумирани и сурови като съставка на различни салати, така използвани те наподобяват краставица, но вкусът им е по-сладък и плътен с характерен аромат.
Съдържанието на малки количества захар я прави подходяща за болни от захарен диабет, а ниското количество целулоза в тиквичката я прави подходяща за лечебно хранене при смущения и заболявания на храносмилателните органи. Тя има лечебно действие още при чернодробно-жлъчни заболявания. Липсата на оксалова киселина и на пуринови бази е подходяща при лечението на бъбречни камъни и пясъци от пикочна киселина и оксалати. Високото съдържание на калий е полезно при сърдечно-съдова недостатъчност с отоци, при водянка (асцит) вследствие чернодробна цироза, повишено кръвно налягане и атеросклероза. Тиквичката съдържа и много микроелементи, подходящи и необходими при болни от малокръвие, изтощени след тежки заболявания и операции. Тиквичката е с нисък гликемичен товар, което я прави подходяща храна за спортуващи и хора, целящи намаляване или поддържане на телесното тегло. Тиквичката е подходяща и за хора с високо ниво на инсулин в кръвта.